# Aine
Aine of Áine is de Ierse godin van liefde, vruchtbaarheid en genezing; ze wordt ook vaak gezien als een elfenkoningin. Ze was een dochter van Eogabail, de pleegzoon van Manánnan mac Lir, of de dochter of echtgenote van Manannán mac Lir zelf.
In de Ierse mythologie wordt ze vaak geassocieerd met de semi-mythologische koning van Munster, Aillil Olom, die haar verkracht zou hebben waarna Aine zijn oor zou afgebeten hebben. Aangezien een oude Ierse wet stelde dat enkel een persoon zonder gebreken kan regeren, maakte Aine hem hiermee ongeschikt als koning. In andere verhalen is Aine de echtgenote van Gerald FitzGerald, de 3e graaf van Desmond (14e eeuw), die haar ook verkracht zou hebben waarop zij hem in een gans veranderde en/of doodde.
De Aine-verering was verbonden met de landbouw, want als vruchtbaarheidsgodin bezat zij macht over gewassen en dieren. Ze werd dus vooral aanbeden voor een rijke oogst en ingeroepen tegen ziektes van het vee. Omdat ze wordt geassocieerd met de zomer, wordt ze soms voorgesteld als een rode merrie.
Knockainey Hill (in het Iers: Cnoc Aine) in County Limerick is naar haar vernoemd. Tot in de 19e eeuw werd zij hier op midzomernacht vereerd, men trok dan met fakkels naar haar heuvel. Toen enkele meisjes eens laat opbleven, verscheen Aine onder hen en toonde hun de elfen op de heuvel, die alleen zichtbaar waren door haar toverring.
Aine is ook een Keltische meisjesnaam en betekent 'stralend'.